# 日本社会党 (1906)
日本社会党（にほんしゃかいとう、旧字体：日本社會黨）は、明治期の政党の一つ。日本で最初の合法社会主義政党である。

## 党史

### 結党
1906年2月、西川光二郎らによる「日本平民党」の結党が認められたのに続いて、堺利彦らを中心に「日本社会党」が結成される。先月発足されていた西園寺内閣から社会主義対策が変わったとみた両党は、1906年2月24日、東京京橋区（現：中央区）の平民病院にて第1回の党大会を催し、日本社会党を結成した。
大会の参加者は35人、党員も200人に満たず近代的工場労働者もほとんどいなかったが、党活動は盛んだった。同党は社会民主党や平民社の議会主義を受け継ぎ、党則第一条を「本黨は國法の範圍内に於て社會主義を主張す」とした。
機関紙は結党前から存在した『光』と『平民新聞』、そして幸徳秋水が1907年1月15日に創刊した『日刊平民新聞』である。

### 党内対立
結党直後から東京市電値上げ反対運動など積極的に大衆運動を展開したが、米国滞在中にアナルコ・サンディカリズムの影響を受けた幸徳が帰国し、ゼネラル・ストライキによる「直接行動論」を党内で提唱すると、これに反対して労働者による普通選挙運動を主張する田添鉄二らの「議会政策論」との対立が激しくなった。1907年2月5日、幸徳は自身の刊行する『日刊平民新聞』で「余が思想の変化」を発表し直接行動論を主張。同月14日には田添も「議会政策論」を著しこれに反論した。

### 結社禁止
1907年2月17日に開かれた第2回党大会において直接行動・議会政策両派の対立がありながら、党則第1条を「社会主義の実行を目的とす」に改正。これに対し政府内部では、山縣有朋らの取締強化の要求に抗することができなくなり、2月22日、内務大臣は「安寧秩序ニ妨害アリト認ムル」として治安警察法の適用による結社禁止を命令し、これに伴い解散となった。